# Trzeci rząd Andrusa Ansipa
Trzeci rząd Andrusa Ansipa – rząd Republiki Estońskiej funkcjonujący od 6 kwietnia 2011 do 26 marca 2014. Był to trzeci z rzędu estoński gabinet urzędujący pod przywództwem Andrusa Ansipa.
Rząd powstał po wyborach parlamentarnych do Riigikogu XII kadencji. Wybory te wygrała rządząca Estońska Partia Reform (RE), dobry wynik odnotowała również współrządząca partia Isamaa ja Res Publica Liit (IRL). Oba ugrupowania zdecydowały się na kolejną kadencję odnowić koalicję, dysponującą większością 56 mandatów w 101-osobowym parlamencie. Podział resortów pomiędzy dwie partie koalicyjne pozostał niezmieniony w stosunku do poprzedniego gabinetu, choć zmienili się poszczególni ministrowie.
4 marca 2014 na nieco ponad rok przed końcem kadencji parlamentu premier Andrus Ansip podał się do dymisji. 26 marca gabinet został zastąpiony przez nowy rząd pod kierownictwem Taaviego Rõivasa.

## Skład rządu
| funkcja                         | minister            | partia | okres urzędowania | okres urzędowania |
| funkcja                         | minister            | partia | od                | do                |
| ------------------------------- | ------------------- | ------ | ----------------- | ----------------- |
| premier                         | Andrus Ansip        | RE     | 6 kwietnia 2011   | 26 marca 2014     |
| minister edukacji i badań       | Jaak Aaviksoo       | IRL    | 6 kwietnia 2011   | 26 marca 2014     |
| minister sprawiedliwości        | Kristen Michal      | RE     | 6 kwietnia 2011   | 10 grudnia 2012   |
| minister sprawiedliwości        | Hanno Pevkur        | RE     | 10 grudnia 2012   | 26 marca 2014     |
| minister obrony                 | Mart Laar           | IRL    | 6 kwietnia 2011   | 11 maja 2012      |
| minister obrony                 | Urmas Reinsalu      | IRL    | 14 maja 2012      | 26 marca 2014     |
| minister środowiska             | Keit Pentus         | RE     | 6 kwietnia 2011   | 26 marca 2014     |
| minister kultury                | Rein Lang           | RE     | 6 kwietnia 2011   | 4 grudnia 2013    |
| minister kultury                | Urve Tiidus         | RE     | 4 grudnia 2013    | 26 marca 2014     |
| minister gospodarki i łączności | Juhan Parts         | IRL    | 6 kwietnia 2011   | 26 marca 2014     |
| minister finansów               | Jürgen Ligi         | RE     | 6 kwietnia 2011   | 26 marca 2014     |
| minister ds. regionalnych       | Siim Valmar Kiisler | IRL    | 6 kwietnia 2011   | 26 marca 2014     |
| minister spraw wewnętrznych     | Ken-Marti Vaher     | IRL    | 6 kwietnia 2011   | 26 marca 2014     |
| minister spraw społecznych      | Hanno Pevkur        | RE     | 6 kwietnia 2011   | 11 grudnia 2012   |
| minister spraw społecznych      | Taavi Rõivas        | RE     | 11 grudnia 2012   | 26 marca 2014     |
| minister spraw zagranicznych    | Urmas Paet          | RE     | 6 kwietnia 2011   | 26 marca 2014     |
| minister rolnictwa              | Helir-Valdor Seeder | IRL    | 6 kwietnia 2011   | 26 marca 2014     |